# Psalidodon fasciatus
Psalidodon fasciatus (Synonym: Astyanax fasciatus) ist ein aus dem Rio-São-Francisco-Becken in Brasilien beschriebener Süßwasserfisch aus der Salmlerfamilie Acestrorhamphidae.

## Namen
Ursprünglich wurde die Art als Chalceus fasciatus beschrieben, als deutscher Name sind die Bezeichnungen Gebänderter Rautenflecksalmler oder Amerikanischer Streifensalmler vorgeschlagen worden.

## Verbreitung
Zwischen Mexiko und Argentinien (genauer in Argentinien, Belize, Brasilien, Kolumbien, Costa Rica, Mexiko, Panama, Uruguay und Venezuela) wurden morphologisch kaum unterscheidbare Fische gefunden, die deshalb ebenfalls dieser Art zugerechnet wurden, aber nach neueren genetischen Untersuchungen eigenständige Arten darstellen. Allein die mittelamerikanischen Astyanax könnten demnach auf 15 verschiedene Arten verteilt werden, die sogar von früheren Autoren zum Teil schon als eigenständig beschrieben worden sind (z. B. Tetragonopterus aeneus Günther 1860, Anoptichthys hubbsi Álvarez 1947, Anoptichthys jordani Hubbs & Innes 1936, Tetragonopterus mexicanus De Filippi 1853 oder Tetragonopterus petenensis Günther 1864), was aber von manchen Ichthyologen nicht anerkannt wurde. Der eigentliche Astyanax fasciatus wäre deshalb auf Südamerika und wahrscheinlich auf das Rio-São-Francisco-Becken beschränkt.

## Merkmale
P. fasciatus ist überwiegend silberfarben. Auffällig sind die rot gefärbten Schwanzflossenlappen, ein schwarzer, leicht rautenförmiger Fleck, der hinter der Fettflosse beginnt und mittig von der Schwanzwurzel bis zum hinteren Rand der Schwanzflosse verläuft, sowie weniger stark ausgeprägt ein vertikaler Schulterfleck und je nach Lichteinfall ein schmaler horizontaler Streifen im oberen Körperdrittel, vor der Rückenflosse beginnend und bis zur Fettflosse reichend. Die übrigen Flossen sind mehr oder weniger transparent, leicht gelblich oder rötlich getönt. Das Auge ist groß, die Schnauze kurz und das Maul endständig. Ob sich die bei FishBase angegebene Maximallänge von 16,8 cm auf die Nominatform bezieht, ist unbekannt, denn bei Reis & Malabarba (2003) werden lediglich 10 cm angegeben.
Die blinden Höhlenformen aus Mittelamerika müssen nach jetzigen Erkenntnissen eigenständigen Arten wie etwa Astyanax jordani zugeordnet werden.